# Aechmea geminiflora
Espèce
Classification phylogénétique
Synonymes
- Streptocalyx geminiflorus Harms

Statut de conservation UICN

 DD  : Données insuffisantes
Aechmea geminiflora est une espèce de plantes de la famille des Bromeliaceae, endémique d'Équateur.

## Synonymes
- Streptocalyx geminiflorus Harms[2].

## Distribution
L'espèce se rencontre dans la province de Tungurahua au centre de l'Équateur.

## Description
L'espèce est épiphyte.